# 全国高等学校サッカー選手権大会千葉県大会
全国高等学校サッカー選手権大会千葉県大会（ぜんこくこうとうがっこうサッカーせんしゅけんたいかい ちばけんたいかい）は、全国高等学校サッカー選手権大会の千葉県予選大会である。

## 大会要項
大会要項は、次のとおり。
主催公益社団法人千葉県サッカー協会、千葉県高等学校体育連盟、千葉テレビ放送
競技時間80分。決着がつかない場合は延長20分1回。なお決着がつかない場合はPK方式
一次トーナメント参加校がトーナメント方式で試合を行い、決勝トーナメントへ進出する12校を決定する。
決勝トーナメント県総体2回戦以上進出の46校と、1次トーナメント勝ち上がりの12校を加えた学校で行う。

## 大会結果

### 実績
市立船橋高校は、第64回大会（1985年度）に全国選手権に初出場すると、千葉県予選勝ち上がりの常連となるとともに、20年の間に5回の全国優勝を果たして全国屈指の強豪となった。
流通経済大学付属柏高校は、第84回大会（2005年）に初出場し、第86回大会（2007年度）で全国優勝した。
習志野高校は第41回大会（1962年度）で千葉県の高校として初めて全国選手権に出場した。習志野高校は3度目の出場となった第44回大会（1965年度）で大阪の明星高校と決勝で引き分けて両校優勝を果たした。また、7回目の出場となった1971年度大会では単独の全国優勝を果たしている。1980年代後半から1990年代には、市立船橋高校と競る形で、4回（うち1回は、協会推薦による予選免除）全国大会に出場した。
八千代高校は、1978年度全国大会で初出場してベスト4となり、7回目の出場となった第85回大会（2006年）で再度ベスト4となった。八千代松陰高校は、初出場の第59回大会（1980年）に全国ベスト8まで進み、第63回大会（1984年）にも出場した。渋谷教育学園幕張高校は第79回大会（2000年）で初出場した。

### 東関東地区予選
千葉県の高校は、第54回大会までは東関東または関東の地区予選を勝ち上がることで、全国高等学校サッカー選手権大会に出場できた。
| 年度 | 大会       | 地区      | 代表校 | 出場回数     | 全国大会成績  |
| ---- | ---------- | --------- | ------ | ------------ | ------------- |
| 1962 | 第41回大会 | 東関東    | 習志野 | 初出場       | 1回戦         |
| 1963 | 第42回大会 | 東関東    | 習志野 | 2年連続2回目 | 2回戦         |
| 1965 | 第44回大会 | 東関東    | 習志野 | 2年ぶり3回目 | 優勝          |
| 1967 | 第46回大会 | 関東      | 習志野 | 2年ぶり4回目 | 3位           |
| 1968 | 第47回大会 | （総体2） | 習志野 | 2年連続5回目 | ベスト8       |
| 1970 | 第49回大会 | 関東      | 習志野 | 3年連続6回   | 1回戦         |
| 1971 | 第50回大会 | 東関東    | 習志野 | 4年連続7回目 | 優勝          |
| 1972 | 第51回大会 | 東関東    | 習志野 | 5年連続8回目 | 2回戦（初戦） |
| 1975 | 第54回大会 | 東関東    | 八千代 | 初出場       | 1回戦         |

### 千葉県予選
千葉県では、第55回大会から県予選を勝ち上がった高校が県代表として全国高等学校サッカー選手権大会に出場するようになった。
| 年度 | 大会        | 代表校     | 出場回数      | 決勝スコア                 | 準優勝校                   | 県ベスト4校                | 県ベスト4校                | 全国大会成績  |
| ---- | ----------- | ---------- | ------------- | -------------------------- | -------------------------- | -------------------------- | -------------------------- | ------------- |
| 1976 | 第55回大会  | 習志野     | 4年ぶり9回目  |                            |                            |                            |                            | 2回戦         |
| 1977 | 第56回大会  | 習志野     | 2年連続10回目 |                            |                            |                            |                            | ベスト8       |
| 1978 | 第57回大会  | 八千代     | 3年ぶり2回目  |                            |                            |                            |                            | ベスト4       |
| 1979 | 第58回大会  | 八千代     | 2年連続3回目  |                            |                            |                            |                            | 2回戦         |
| 1980 | 第59回大会  | 八千代松陰 | 初出場        |                            |                            |                            |                            | ベスト8       |
| 1981 | 第60回大会  | 八千代     | 2年ぶり4回目  |                            | 八千代松陰                 |                            |                            | ベスト16      |
| 1982 | 第61回大会  | 習志野     | 5年ぶり11回目 |                            | 八千代松陰                 |                            |                            | ベスト8       |
| 1983 | 第62回大会  | 八千代     | 2年ぶり5回目  |                            |                            |                            |                            | 1回戦         |
| 1984 | 第63回大会  | 八千代松陰 | 4年ぶり2回目  |                            |                            |                            |                            | 1回戦         |
| 1985 | 第64回大会  | 市立船橋   | 初出場        | 1-0                        | 八千代松陰                 | 薬園台                     | 八千代                     | ベスト16      |
| 1986 | 第65回大会  | 市立船橋   | 2年連続2回目  | 0-0 PK                     | 東海大浦安                 | 柏陵                       | 柏日体                     | 1回戦         |
| 1987 | 第66回大会  | 市立船橋   | 3年連続3回目  | 0-0 PK                     | 八千代松陰                 | 八千代                     | 東海大浦安                 | ベスト4       |
| 1988 | 第67回大会  | 市立船橋   | 4年連続4回目  | 2-1                        | 八千代松陰                 | 成東                       | 千葉経済                   | 準優勝        |
| 1989 | 第68回大会  | 習志野     | 7年ぶり12回目 | 2-0                        | 市立船橋                   | 市原緑                     | 松戸矢切                   | 2回戦（初戦） |
| 1990 | 第69回大会  | 習志野     | 2年連続13回目 | （協会推薦により予選免除） | （協会推薦により予選免除） | （協会推薦により予選免除） | （協会推薦により予選免除） | ベスト8       |
| 1990 | 第69回大会  | 市立船橋   | 2年ぶり5回目  | 0-0 PK                     | 渋谷幕張                   | 東海大浦安                 | 千葉経済                   | 2回戦         |
| 1991 | 第70回大会  | 市立船橋   | 2年連続6回目  | 4-1                        | 東海大浦安                 | 習志野                     | 市原緑                     | ベスト4       |
| 1992 | 第71回大会  | 習志野     | 2年ぶり14回目 | 1-0                        | 東海大浦安                 | 専修大松戸                 | 八千代                     | ベスト4       |
| 1993 | 第72回大会  | 市立船橋   | 2年ぶり7回目  | 2-1                        | 習志野                     | 八千代                     | 東海大浦安                 | 2回戦（初戦） |
| 1994 | 第73回大会  | 市立船橋   | 2年連続8回目  | 1-1 PK                     | 渋谷幕張                   | 東海大浦安                 | 八千代                     | 優勝          |
| 1995 | 第74回大会  | 市立船橋   | 3年連続9回目  | 2-1                        | 習志野                     | 渋谷幕張                   | 松戸矢切                   | ベスト8       |
| 1996 | 第75回大会  | 市立船橋   | 4年連続10回目 | 2-1                        | 東海大浦安                 | 渋谷幕張                   | 敬愛学園                   | 優勝          |
| 1997 | 第76回大会  | 八千代     | 14年ぶり6回目 | 3-1                        | 市立船橋                   | 習志野                     | 渋谷幕張                   | ベスト8       |
| 1998 | 第77回大会  | 習志野     | 6年ぶり15回目 | 2-1                        | 市立船橋                   | 東海大浦安                 | 八千代                     | 1回戦         |
| 1999 | 第78回大会  | 市立船橋   | 3年ぶり11回目 | 7-2                        | 八千代                     | 市立松戸                   | 幕張総合                   | 優勝          |
| 2000 | 第79回大会  | 市立船橋   | 2年連続12回目 | （協会推薦により予選免除） | （協会推薦により予選免除） | （協会推薦により予選免除） | （協会推薦により予選免除） | 2回戦         |
| 2000 | 第79回大会  | 渋谷幕張   | 初出場        | 1-0                        | 習志野                     | 中央学院                   | 東海大浦安                 | 2回戦（初戦） |
| 2001 | 第80回大会  | 市立船橋   | 3年連続13回目 | 2-0                        | 千葉敬愛                   | 渋谷幕張                   | 柏陵                       | ベスト16      |
| 2002 | 第81回大会  | 市立船橋   | 4年連続14回目 | 2-0                        | 東京学館                   | 幕張総合                   | 渋谷幕張                   | 優勝          |
| 2003 | 第82回大会  | 市立船橋   | 5年連続15回目 | 3-0                        | 市原緑                     | 習志野                     | 流経大柏                   | ベスト8       |
| 2004 | 第83回大会  | 市立船橋   | 6年連続16回目 | 0-0 PK:4-2                 | 流経大柏                   | 習志野                     | 千葉敬愛                   | 準優勝        |
| 2005 | 第84回大会  | 流経大柏   | 初出場        | 0-0 PK:5-4                 | 八千代                     | 市立船橋                   | 渋谷幕張                   | 2回戦（初戦） |
| 2006 | 第85回大会  | 八千代     | 9年ぶり7回目  | 1-0                        | 渋谷幕張                   | 市立船橋                   | 流経大柏                   | ベスト4       |
| 2007 | 第86回大会  | 流経大柏   | 2年ぶり2回目  | 1-0                        | 市立船橋                   | 市立柏                     | 八千代                     | 優勝          |
| 2008 | 第87回大会  | 市立船橋   | 4年ぶり17回目 | 3-0                        | 八千代                     | 習志野                     | 渋谷幕張                   | 2回戦（初戦） |
| 2009 | 第88回大会  | 八千代     | 3年ぶり8回目  | 0-0 PK:3-2                 | 習志野                     | 市立船橋                   | 流経大柏                   | ベスト16      |
| 2010 | 第89回大会  | 流経大柏   | 3年ぶり3回目  | 1-0                        | 市立船橋                   | 八千代                     | 柏日体                     | ベスト4       |
| 2011 | 第90回大会  | 市立船橋   | 3年ぶり18回目 | 1-0 延長                   | 流経大柏                   | 習志野                     | 渋谷幕張                   | 優勝          |
| 2012 | 第91回大会  | 八千代     | 3年ぶり9回目  | 0-0 PK:3-2                 | 流経大柏                   | 市立船橋                   | 柏日体                     | 2回戦（初戦） |
| 2013 | 第92回大会  | 市立船橋   | 2年ぶり19回目 | 1-0                        | 流経大柏                   | 千葉国際                   | 八千代                     | ベスト8       |
| 2014 | 第93回大会  | 流経大柏   | 4年ぶり4回目  | 3-2                        | 市立船橋                   | 習志野                     | 八千代                     | ベスト4       |
| 2015 | 第94回大会  | 市立船橋   | 2年ぶり20回目 | 3-0                        | 流経大柏                   | 中央学院                   | 習志野                     | ベスト16      |
| 2016 | 第95回大会  | 市立船橋   | 2年連続21回目 | 2-1                        | 流経大柏                   | 八千代                     | 学館浦安                   | 2回戦         |
| 2017 | 第96回大会  | 流経大柏   | 3年ぶり5回目  | 2-1                        | 市立船橋                   | 日体大柏                   | 八千代                     | 準優勝        |
| 2018 | 第97回大会  | 流経大柏   | 2年連続6回目  | 2-0                        | 市立船橋                   | 習志野                     | 八千代                     | 準優勝        |
| 2019 | 第98回大会  | 市立船橋   | 3年ぶり22回目 | 3-2                        | 流経大柏                   | 翔凛                       | 専修大松戸                 | 2回戦（初戦） |
| 2020 | 第99回大会  | 市立船橋   | 2年連続23回目 | 1-0延長                    | 流経大柏                   | 習志野                     | 中央学院                   | ベスト8       |
| 2021 | 第100回大会 | 流経大柏   | 3年ぶり7回目  | 2-1                        | 市立船橋                   | 専修大松戸                 | 白井                       | 1回戦         |
| 2022 | 第101回大会 | 日体大柏   | 初出場        | 2-0                        | 市立船橋                   | 中央学院                   | 習志野                     | ベスト8       |
| 2023 | 第102回大会 | 市立船橋   | 3年ぶり24回目 | 5-1                        | 日体大柏                   | 拓大紅陵                   | 流経大柏                   | ベスト4       |

## 代表校の全国大会における主な戦績
- 優勝：8回

市立船橋高校：5回（1994,1996,1999,2002,2011）
習志野高校：2回（1965,1971）
流通経済大柏高校：1回（2007）
- 準優勝：5回

流通経済大柏高校：3回（2017,2018,2024）
市立船橋高校：2回（1988,2004）
- ベスト4：7回

八千代高校：2回（1978,2006）
市立船橋高校：2回（1987,1991）
流通経済大柏高校：2回（2010,2014）
習志野高校：1回（1992）